# Grab wschodni
Grab wschodni (Carpinus orientalis Mill.) – gatunek rośliny należący do rodziny brzozowatych. Drzewo występuje na Półwyspie Apenińskim, Bałkańskim, w Azji Mniejszej, na Kaukazie i w północnym Iranie. Rośnie na siedliskach skalistych, do wysokości 900 m n.p.m.

## Morfologia

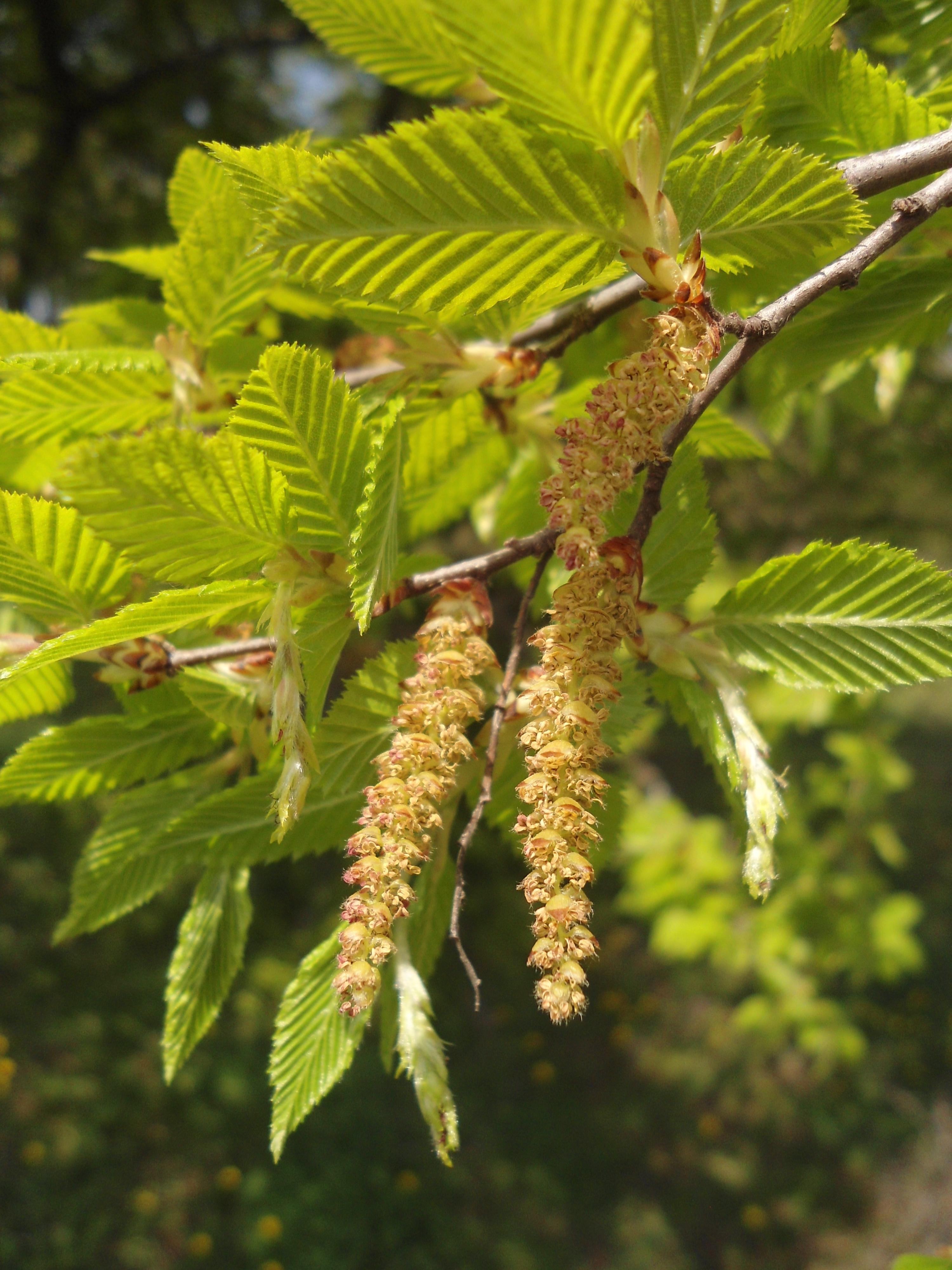
Kwiatostany

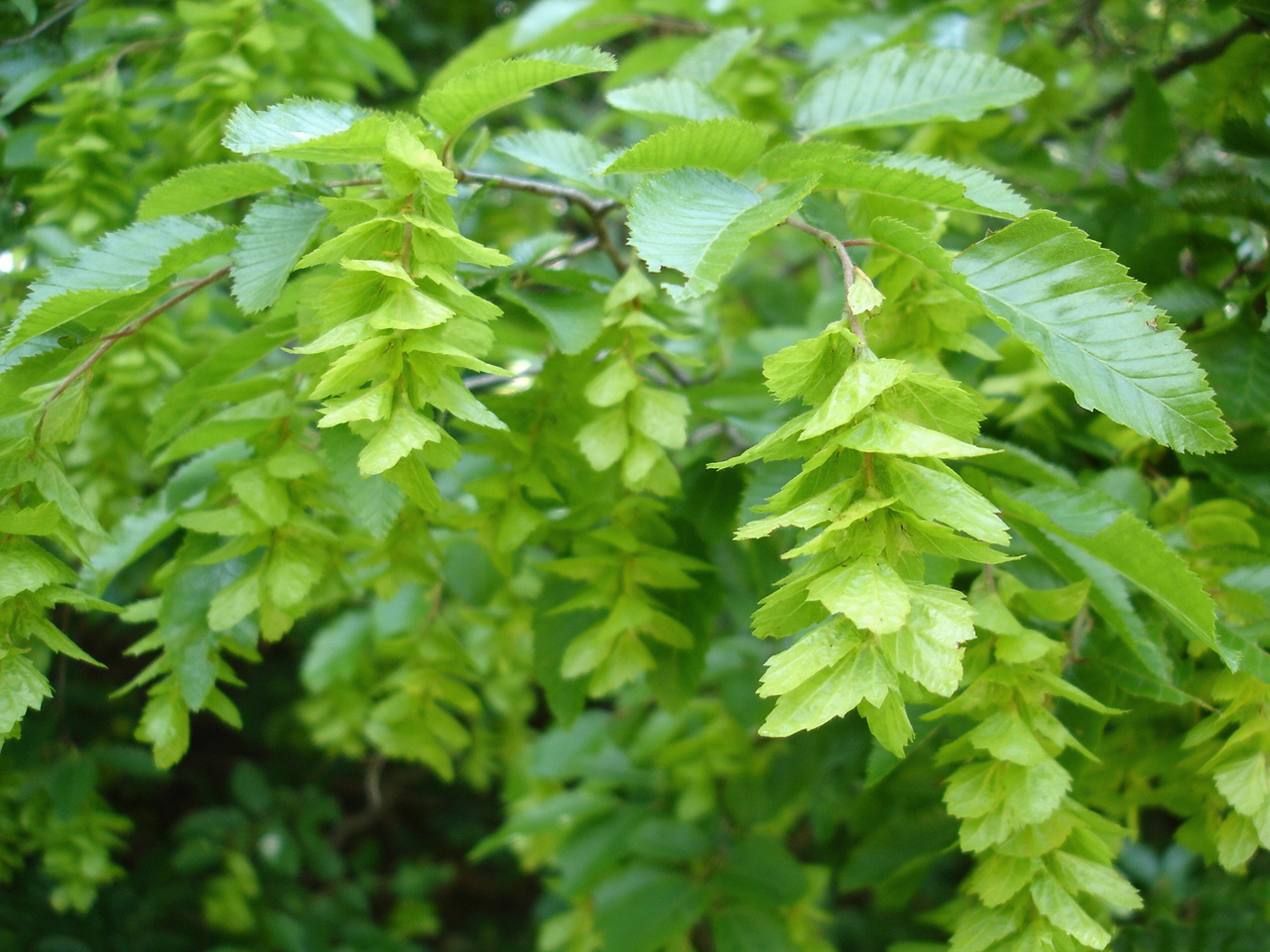
Owoce

PokrójDrzewo osiągające 20 m wysokości i 15 m szerokości. Korona rozłożysta. Często krzaczaste, tworzące zarośla.
LiścieOpadające na zimę, dorastają do 5 cm długości. Ułożone naprzemianlegle, ostro piłkowane. Jesienią przebarwiają się na żółto.
KoraJest szarofioletowa, gładka. Na starszych drzewach stopniowo staje się rowkowata.
KwiatyDrobne, zebrane w zwisające kwiatostany. Kwitnie wczesną wiosną, wraz z pojawieniem się liści. Kwiaty męskie są żółtowobrązowe, dorastają do 5 cm długości; kwiaty żeńskie są zielone i krótsze.
OwoceMałe orzeszki, osiągające do 4 mm długości, ukryte u nasady liściowatych, ostro zakończonych skrzydełek i zebrane w przewisających owocostanach; dojrzewają na kolor żółtobrązowy.